# ゼルプロダクション
ゼルプロダクションは、2014年1月31日に倒産した日本の芸能事務所。

## かつて所属していた主なタレント

### 男性
- 中村風太
- ブッダマリア
- 山ノ井悠貴

### 女性
- 黒田真梨
- 中村瑠衣
- みぃ